# Miguel Ángel Rodríguez (músico)
Miguel Ángel Rodríguez (Villa Bosch; 10 de abril de 1968) conocido como Micky Rodríguez, es un bajista de Argentina. Fue integrante de los grupos musicales argentinos Los Piojos y Peperina en Llamas, y actualmente es líder de La Que Faltaba.

## Biografía

### Comienzos
Asistió a la escuela I.C.E.A, de José Ingenieros. Micky inició su camino en el mundo de la música cuando tenía 18 años.  
Fuera del ambiente musical, a este hincha de River Plate le gusta mucho la imagen digital, la fotografía y los deportes, en general para despejarse, como el tenis y el fútbol. Vive en San Marcos Sierras, en la provincia de Córdoba.

### Carrera musical

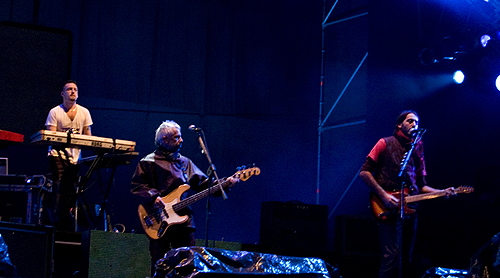
«Micky» en un recital con Los Piojos, el 30 de mayo de 2009.

En Los Piojos, además de bajista, fue voz principal en dos canciones de su autoría: «Fijate» (Verde paisaje del infierno) y «Un buen día» (Civilización).
En la actualidad Micky se encuentra con su propio proyecto musical llamado La Que Faltaba (LQF) en las sierras cordobesas continuando su carrera como músico y compositor, donde hasta el momento editó dos discos: Voy en 2012 y Los mares de la luna en 2016.

## Influencias
Dentro de sus bandas y músicos influyentes se encuentran: Sumo, The Clash, The Beatles, The Rolling Stones, Led Zeppelin, Los Redondos, Pappo´s Blues, Pescado Rabioso, Las Pelotas, Divididos, Diego Arnedo como bajista, y Aston "Family Man" Barrett, el bajista de Bob Marley.

## Discografía
| Disco                          | Banda          | Año  | Tipo    |
| ------------------------------ | -------------- | ---- | ------- |
| Chactuchac                     | Los Piojos     | 1992 | Estudio |
| Ay ay ay                       | Los Piojos     | 1994 | Estudio |
| 3er arco                       | Los Piojos     | 1996 | Estudio |
| Azul                           | Los Piojos     | 1998 | Estudio |
| Ritual                         | Los Piojos     | 1999 | En Vivo |
| Verde paisaje del infierno     | Los Piojos     | 2000 | Estudio |
| Huracanes en luna plateada     | Los Piojos     | 2002 | En Vivo |
| Máquina de sangre              | Los Piojos     | 2003 | Estudio |
| Fantasmas peleándole al viento | Los Piojos     | 2006 | DVD     |
| Desde lejos no se ve           | Los Piojos     | 2007 | DVD     |
| Civilización                   | Los Piojos     | 2007 | Estudio |
| Voy                            | La Que Faltaba | 2012 | Estudio |
| Los mares de la luna           | La Que Faltaba | 2016 | Estudio |

## Videografía
| Año  | Videoclip                           | Banda             |
| ---- | ----------------------------------- | ----------------- |
| 1994 | Babilonia                           | Los Piojos        |
| 1996 | Verano del '92                      | Los Piojos        |
| 1996 | Maradó                              | Los Piojos        |
| 1998 | El balneario de los doctores crotos | Los Piojos        |
| 1998 | Desde lejos no se ve                | Los Piojos        |
| 1999 | Ando ganas (Llora llora) (en vivo)  | Los Piojos        |
| 1999 | Tan solo (en vivo)                  | Los Piojos        |
| 2000 | Ruleta                              | Los Piojos        |
| 2003 | Como Alí                            | Los Piojos        |
| 2004 | Sudestada                           | Los Piojos        |
| 2004 | Amor de perros                      | Los Piojos        |
| 2007 | Pacífico                            | Los Piojos        |
| 2008 | Bicho de ciudad                     | Los Piojos        |
| 2012 | Astros                              | Ciro y los Persas |
| 2012 | Con mi flor                         | La Que Faltaba    |
| 2013 | Volver a tu luz                     | La Que Faltaba    |
| 2016 | Una mariposa baila                  | La Que Faltaba    |
| 2016 | Sirena                              | La Que Faltaba    |
| 2021 | A tu lado                           | La Que Faltaba    |
| 2021 | Ahí van                             | La Que Faltaba    |
| 2021 | Vela                                | La Que Faltaba    |